# Stefan Bissegger
Stefan Bissegger (* 13. března 1998) je švýcarský profesionální silniční cyklista jezdící za UCI WorldTeam EF Education–EasyPost. Zúčastnil se mužské individuální stíhačky na mistrovství světa v dráhové cyklistice 2018.

## Hlavní výsledky

### Silniční cyklistika
2016
Driedaagse van Axel
 celkový vítěz
vítěz etap 2 a 4
2018
Národní šampionát
 vítěz časovky do 23 let
2019
Národní šampionát
 vítěz časovky do 23 let
New Zealand Cycle Classic
 vítěz bodovací soutěže
vítěz 2. etapy
Tour de l'Avenir
vítěz etap 2 (TTT) a 6
Tour de l'Ain
vítěz 1. etapy
Tour du Jura
vítěz 2. etapy
Mistrovství světa
 2. místo silniční závod
Grand Prix Priessnitz spa
2. místo celkově
 vítěz bodovací soutěže
vítěz 1. etapy
Mistrovství Evropy
 3. místo časovka do 23 let
7. místo silniční závod do 23 let
4. místo Eschborn–Frankfurt Under–23
2020
Mistrovství Evropy
 2. místo časovka do 23 let
 2. místo týmová štafeta
Národní šampionát
3. místo časovka
5. místo Giro della Toscana
Orlen Nations Grand Prix
7. místo celkově
2021
Tour de Suisse
 vítěz bodovací soutěže
vítěz 4. etapy
Paříž–Nice
vítěz 3. etapy (ITT)
Benelux Tour
vítěz 2. etapy (ITT)
Mistrovství Evropy
4. místo časovka
Mistrovství světa
7. místo časovka
2022
Mistrovství světa
 vítěz smíšené týmové štafety
5. místo časovka
Mistrovství Evropy
 vítěz časovky
UAE Tour
vítěz 3. etapy (ITT)
7. místo Chrono des Nations
2023
Mistrovství světa
 vítěz smíšené týmové štafety
Národní šampionát
 vítěz časovky
Mistrovství Evropy
 2. místo časovka
3. místo Chrono des Nations

#### Výsledky na Grand Tours
| Grand Tour      | 2021 | 2022 | 2023 | 2024 |
| --------------- | ---- | ---- | ---- | ---- |
| Giro d'Italia   | —    | —    | —    | —    |
| Tour de France  | 103  | 83   | —    | 100  |
| Vuelta a España | —    | —    | 117  |      |

| —   | Nezúčastnil se |
| DNF | Nedokončil     |

### Dráhová cyklistika
2016
Mistrovství světa juniorů
 vítěz individuální stíhačky
2017
Národní šampionát
 vítěz eliminačního závodu
 vítěz keirinu
 vítěz bodovacího závodu
2018
Národní šampionát
 vítěz eliminačního závodu
 vítěz kila